# Toy
"Toy" (hebraisk: טוי) er en sang af den israelsk sanger Netta og var Israels sang ved Eurovision Song Contest 2018. Sangen blev skrevet af Doron Medalie og Stav Beger og produceret af sidstnævnte. Sangen blev udgivet den 11. marts 2018 sammen med sit officielle musikvideoklip, som blev instrueret af Keren Hochma. Sangen blev lækket online en dag før den officielle udgivelse.
Sangen vandt Eurovision Song Contest 2018 med 529 point. Det var Israels fjerde Eurovision-sejr efter sejrene i 1978, 1979 og 1998.